# Дефо, Фрэнсис
Фрэнсис Дефо (англ. Frances Helen Dafoe; 17 декабря 1929, Торонто, Онтарио, Канада — 23 сентября 2016, там же) — канадская фигуристка, выступавшая в парном катании. В паре с Норрисом Боуденом — серебряный призёр зимних Олимпийских игр — 1956.

## Спортивная карьера
С 1952 по 1955 г. пара Дафо/Боуден четырежды побеждала на чемпионатах Канады (1952—1955). Трижды побеждали на чемпионатах Северной Америки (1953—1955). С 1952 по 1956 год они участвовали в чемпионатах мира. В 1953 и 1956 годах фигуристы становились вице-чемпионами мира, а в 1954 году в Осло и в 1955 году в Вене — чемпионами мира. Они — первые канадские фигуристы, завоевавшие титул чемпионов мира в парном катании. Они первыми выполнили такие ставшие затем обязательными элементы как подкрутка и поддержка выше плечевого пояса — лассо.
На зимних Олимпийских играх Кортина-д’Ампеццо (1956) канадский дуэт завоевал серебряную медаль, уступив по спорному судейскому решению австрийцам Элизабет Шварц и Курту Оппельту.
После завершения спортивной карьеры вплоть до Олимпийских игр 1994 года работала судьёй ИСУ. Кроме этого 39 лет жизни посвятила дизайну костюмов. В качестве дизайнера она работала в шоу телевещательной корпорации Canadian Broadcasting Corporation, ледовом шоу «Stars on Ice», а также разработала 650 костюмов для церемонии закрытия Олимпийских игр 1988 года в Калгари.
В 1955 г. фигуристы были введены в Зал спортивной славы Канады. Также Дефо была введена в Канадский Олимпийский Зал Славы (1958) и Зал Славы Канады (1993).

## Результаты
(с Н. Боуденом)
| Соревнования            | 1951 | 1952 | 1953 | 1954 | 1955 | 1956 |
| ----------------------- | ---- | ---- | ---- | ---- | ---- | ---- |
| Зимние Олимпийские игры |      | 5    |      |      |      | 2    |
| Чемпионат мира          |      | 4    | 2    | 1    | 1    | 2    |
| Чемпионат Канады        | 2    | 1    | 1    | 1    | 1    |      |

## Награды
- Орден Канады[4]
- Орден Онтарио